# グレーヴェンヴィースバッハ
グレーヴェンヴィースバッハ (ドイツ語: Grävenwiesbach) は、ドイツ連邦共和国ヘッセン州ダルムシュタット行政管区に属すホーホタウヌス郡の町村（以下、本項では便宜上「町」と記述する）である。

## 地理

### 位置
グレーヴェンヴィースバッハの町域は、タウヌス主脈の北側にあたるヒンタータウヌスの東部、海抜 200 m から 500 m に位置している。最寄りの大きな都市としては、北にヴェッツラー (20 km)、西にリムブルク・アン・デア・ラーン (32 km)、南にフランクフルト・アム・マイン (40 km) がある。

### 隣接する市町村
グレーヴェンヴィースバッハは、北はヴァイルミュンスター（リムブルク＝ヴァイルブルク郡）およびヴァルトゾルムス（ラーン＝ディル郡）、東はブッツバッハ（ヴェッテラウ郡）およびウージンゲン、南と西はヴァイルロート（ともにホーホタウヌス郡）と境を接する。

### 自治体の構成
グレーヴェンヴィースバッハは、中核地区のほかに5つの地区を含む。
| 市区               | 市区        | 紋章                   | 人口（人） | 中核地区からの距離 | 中核地区からの方角 |
| ------------------ | ----------- | ---------------------- | ---------- | ------------------ | ------------------ |
| ハインツェンベルク | Heinzenberg | Wappen von Heinzenberg | 418        | 3.9 km             | 西南西             |
| フントシュタット   | Hundstadt   | Wappen von Hundstadt   | 879        | 2.1 km             | 東南東             |
| ラウバッハ         | Laubach     | Wappen von Laubach     | 608        | 3.6 km             | 南西               |
| メンシュタット     | Mönstadt    | Wappen von Mönstadt    | 421        | 2.2 km             | 西                 |
| ナウンシュタット   | Naunstadt   | Wappen von Naunstadt   | 405        | 1.5 km             | 南南西             |

## 歴史
グレーヴェンヴィースバッハは、1280年に Wiesinbach として文献に記述されている。このほかに歴史的な表記としては Grebenwiesbach（1493年）がある。この集落は、1326年からナッサウ＝ヴァイルブルク伯領、後にナッサウ＝ヴァイルブルク侯領に属し、1806年に新たに創設されたナッサウ公国領となった。1866年にグレーヴェンヴィースバッハはプロイセン王国領となった。
グレーヴェンヴィースバッハのユダヤ人墓地は、1925年までの少なくとも200年間、ユダヤ教信者の墓地として用いられた。
ヘッセン州の地域再編に伴い、1971年12月31日にグレーヴェンヴィースバッハ、ハインツェンベルク、フントシュタット、ラウバッハ、メンシュタット、ナウンシュタットが合併し、新たな町村グレーヴェンヴィースバッハが成立した。
6つの旧町村の領域に、基本条例に基づき地区議会と地区長を有する行政地区が設けられている。行政地区の教会は特に定められていないが、かつての町村境が引き続き適用されている。

## 行政

### 町議会
グレーヴェンヴィースバッハの町議会は23議席で構成されている。

### 紋章
知られている最も古い市の印章（1534年）にはすでに鷲と星が描かれている。その後のいずれの紋章もこの図柄が用いられている。1952年に現在の印章が承認された。
鷲は帝国鷲であり、この町がかつて自由帝国都市であったことを示している。星の由来は明らかでない。青い色は1952年に採用された。これは何世紀もこの町が属していたナッサウの色である。

### 姉妹自治体
- ヴエンハイム（ドイツ語版、英語版）（フランス、オー＝ラン県）

グレーヴェンヴィースバッハは、1980年9月6日からアルザス地方のヴエンハイムと姉妹関係にある。

## 経済と社会資本

### 交通

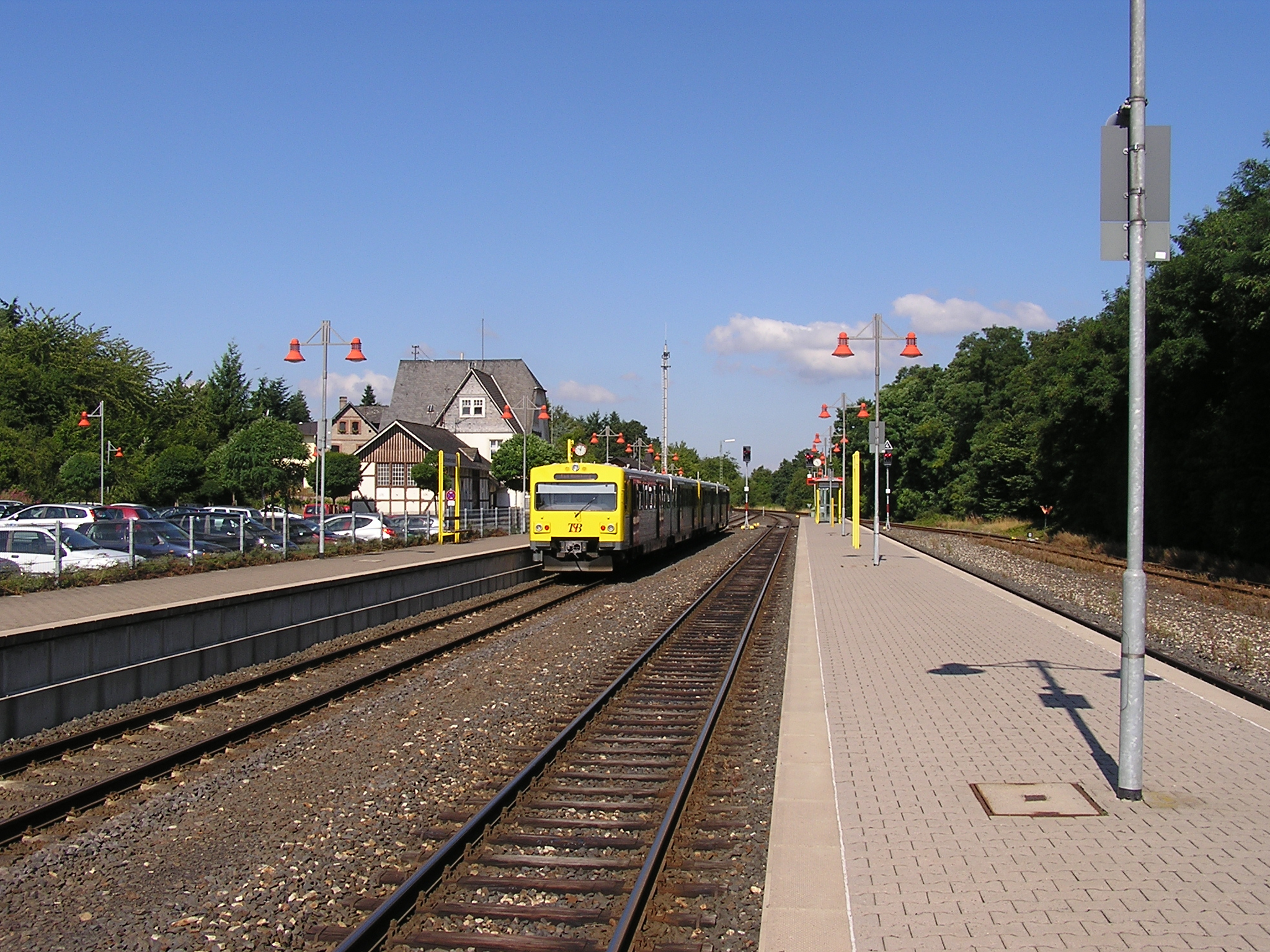
グレーヴェンヴィースバッハ駅

連邦道 B456号線はグレーヴェンヴィースバッハを通り、約 25 km でアウトバーン A5号線フランクフルト - カッセル線のオーバー＝メルレン・インターチェンジに到着する。

#### グレーヴェンヴィースバッハ駅
グレーヴェンヴィースバッハ駅は、ヘッセン・ランデスバーン GmbH が運営するタウヌス鉄道バート・ホムブルク - ウージンゲン - ブラントオーベルンドルフ線の駅である。

### 地元企業
1915年からグレーヴェンヴィースバッハ・ライフアイゼン農業信用金庫がある。

### 教育
グレーヴェンヴィースバッハには基礎課程学校が1校ある。本課程・実科学校およびギムナジウムはウージンゲンおよびノイ＝アンスパハの学校に通学する。

### ユースホステル
グレーヴェンヴィースバッハの外れにホーホタウヌス郡に3つあるユースホステルの1つがある。このユースホステルは1937年にはすでに計画されていた。しかし、リュッセルスハイム市がこの施設の一部を課外授業用施設として利用する事を前提に建設資金の 1/5 を提供することになり、やっと1964年8月5日にオープンすることができた。現在は2人部屋から8人部屋の、合わせて 174床が利用可能である。グレーヴェンヴィースバッハにはリヒャルト・シルマン市立博物館をこの施設に入居させている。リヒャルト・シルマンは、ドイツのユースホステル運動の創始者で、晩年をグレーヴェンヴィースバッハで過ごした。博物館はこの人物に献げられている。町内にリヒャルト・シルトマンにちなんで命名されたリヒャルト＝シルトマン通りもある。

## 見所

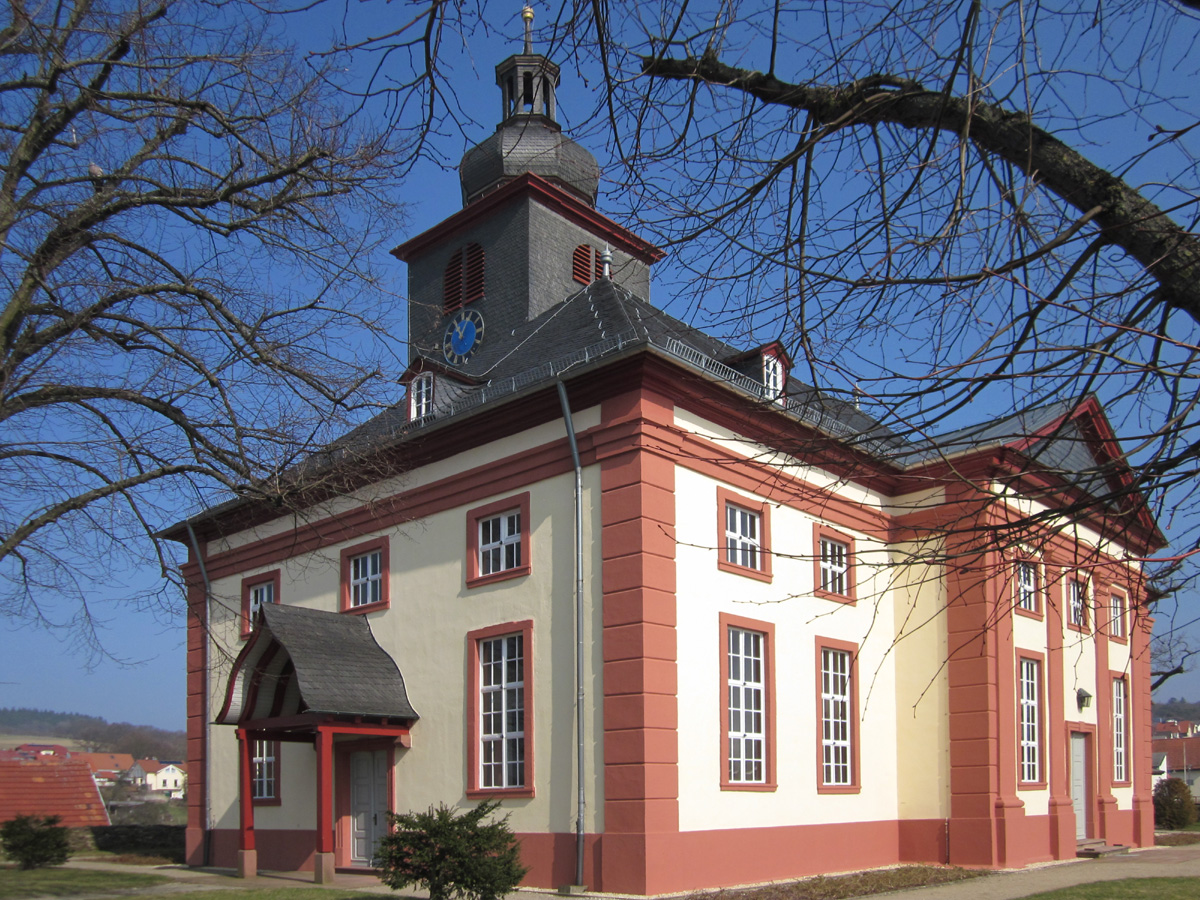
グレーヴェンヴィースバッハの福音主義教会

丘の平地にどの方角からも良く見える福音主義グレーヴェンヴィースバッハ教会がある。この教会は1737年から1738年に古典主義様式で建設され、村の教会としては異例な大きさ、簡素さ、内部レイアウトに驚かされる。